# Kruševo (Plav)
Pour les articles homonymes, voir Kruševo (homonymie).
Kruševo (en serbe cyrillique : Крушево) est un village du nord-est du Monténégro, dans la municipalité de Plav.

## Démographie

### Évolution historique de la population
| 1948 | 1953 | 1961 | 1971 | 1981 | 1991 | 2003 |
| ---- | ---- | ---- | ---- | ---- | ---- | ---- |
| 650  | 736  | 837  | 801  | 684  | 656  | 340  |